# Bicyclus mohangensis
Bicyclus mohangensis är en fjärilsart som beskrevs av Abel Dufrane 1945. Bicyclus mohangensis ingår i släktet Bicyclus och familjen praktfjärilar. Inga underarter finns listade i Catalogue of Life.